# St. Marys (Ontario)
Pour l’article homonyme, voir St Mary's.
St. Marys est une ville du sud-ouest de l'Ontario (Canada).

## Situation
St. Marys est située sur la rivière Thames au sud-ouest de Stratford, dans le comté de Perth. La ville est également connue par son surnom, « The Stone Town », en raison de ses nombreuses structures calcaires. Faisant partie des terres obtenues par la « Canada Company », l'emplacement de la ville dans une vallée pittoresque située au confluent de la rivière Thames et du ruisseau Trout Creek, ne tarda pas à attirer l'attention d'un colon plein d'initiative. Thomas Ingersoll fut le premier colon à s'installer de façon permanente sur les lieux. Il était fils du fondateur de la ville d'Ingersoll, située à quelques kilomètres au sud. Le 1er septembre 1841, il abattit son premier arbre afin de construire une cabane, une scierie et un moulin à blé. Le moulin se trouvait du côté ouest de la rue Water, près du ruisseau Trout Creek et juste derrière l'hôtel Royal Edward.
Pendant les quatre années qui suivirent, 100 personnes vinrent s'y installer. La présence de cascades à trois endroits différents du village inspira les habitants à appeler leur établissement précaire Little Falls (Petites Chutes).
Vers 1845, la ville connut les problèmes associés à une croissance rapide. Il fallut construire un bureau de poste. Bientôt, on songea à établir une école pour tous les enfants. En effet, une école privée tenue par un enseignant itinérant servait jusqu'alors aux besoins des gens aisés.
Les responsables de la ville, soucieux de bâtir une école dans les plus brefs délais, approchèrent Thomas Mercer Jones, agent de la « Canada Company », en visite dans la ville. En réponse à leur demande, son épouse Mary, leur offrit 10 livres à condition que l'on donne à la ville son nom de baptême, d'où le nom actuel de la ville : St. Marys. Dès que l'école fut achevée, le conseil d'administration vint requérir auprès de la « Canada Company » le 10 % des coûts de construction qu'elle avait promis aux citoyens. Il leur fut répondu que M. Jones lui-même avait déjà donné 10 livres et qu'il avait été remboursé par la Compagnie. Le premier instituteur de la nouvelle école fut Gordon Meighen, grand-père d'Arthur Meighen qui deviendra le Très Honorable premier ministre du Canada.
En tant que communauté en pleine expansion, St. Marys avait besoin d'un journal. Le premier journal à paraître à St. Marys fut le « St. Marys Journal », qui vit le jour en 1856, un an après la construction de la première mairie. En 1857, un deuxième journal commenta à être publié: le « St. Marys Weekly Argus ». Le « Argus » prit alors le dessus pour quelque temps et le « St. Marys Journal » fut publié de façon irrégulière. Lorsque le « Journal » changea de main, il devint plus compétitif et jusqu'en 1920, date à laquelle les deux journaux furent fusionnés par J.W. Eedy, la ville fut dotée de deux journaux. Le journal actuel, le « St. Marys Journal-Argus», est publié par la maison « J. W. Eedy Publications» nom qui fut conservé en souvenir de l'arrière-grand-père du président actuel.
Bien d'autres événements font partie de l'histoire de la ville. Déjà en 1846, la Société Agricole de la Commune de Blanshard tenait des foires à St. Marys. En 1863, la compagnie des sapeurs-pompiers, la « Triumph No. 1 Volunteer Fire Company » vit le jour. Ouvert en 1865, le pont Victoria, construit de pierre de taille, permit la libre circulation à travers la rivière Thames. Tous ces événements ne sont qu'un aperçu de la riche histoire de la ville depuis 1841.
Le conseil municipal ne manqua pas de prendre des mesures visant à sauvegarder le patrimoine architectural de la ville. En 1977, il établit une commission consultative locale de conservation architecturale, plus connue par l'abréviation anglaise de « L.A.C.A.C.». Cette commission, désignée par l'Acte du Patrimoine Ontarien, a pour rôle de recommander au conseil municipal, la désignation des édifices situés dans la ville qui ont une valeur historique, architecturale ou esthétique.
C'est le lieu de sépulture Arthur Meighen, le 9e Premier ministre canadien. Timothy Eaton, l'un des plus grands détaillants, a ouvert sa première entreprise au Canada à St. Mary's et à proximité de Kirkton, en Ontario.
St. Mary's abrite également le Hall of Fame du baseball canadien.
La ville de St. Mary's est dotée d'un riche patrimoine architectural en pierre. Les édifices les plus notables sont la mairie, l'opéra, le château d'eau, la bibliothèque municipale, l'église anglicane de St. James, l'église unie de St. Marys, la maison Tracey, la gare de la Jonction, l'ancienne Joaillerie Andrews, la maison Westover Park, le pont Victoria et de nombreuses autres édifices construit de calcaire local.

## Démographie
| 2001  | 2006  | 2011  | 2016  |
| ----- | ----- | ----- | ----- |
| 6 293 | 6 617 | 6 655 | 7 265 |

## Les transports
St. Marys est situé à côté de Highway 7. Il est desservi par Via Rail à la gare de St. Marys qui est sur la ligne ferroviaire entre Toronto et Sarnia.

## Les sports
Les St. Marys Lincoln sont un membre de la "B" Association de hockey junior OHA qui jouent dans le «B» de la Ligue de hockey junior de l'Ouest. Ils jouent leurs matchs à domicile au Centre récréatif Pyramid qui contient une surface de glace de deux patinoires et une piscine. Plusieurs anciens joueurs de l'équipe Lincoln ont joué par la suite dans la LNH dont : Terry Crisp, Don Luce, Lonnie Loach, Mark Bell, Steve Shields ou encore Bob Boughner.